# ليونارد بيشوب
ليونارد بيشوب (بالإنجليزية: Leonard Bishop)‏ (1922، نيويورك في الولايات المتحدة - 2002، مانهاتن في الولايات المتحدة)؛ صحفي وروائي أمريكي.